# Sentimental Journey (lied)

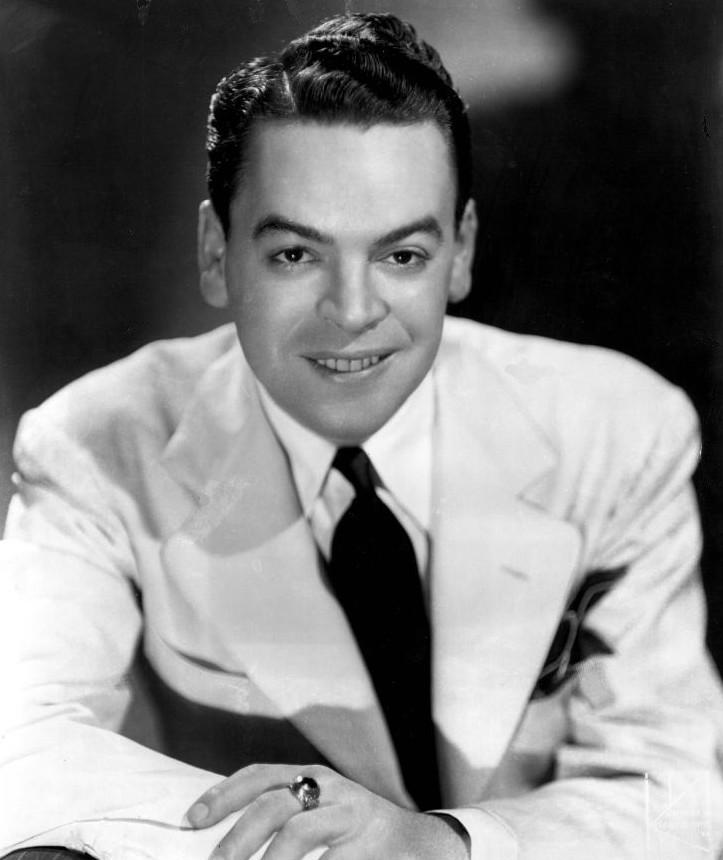
Les Brown

Sentimental Journey is een populair lied uit 1944 gecomponeerd door Les Brown en Ben Homer op een tekst van Bud Green. Les Brown en zijn orkest, met zang van Doris Day, namen het in november 1944 op voor Columbia Records. De plaat kwam uit in januari 1945, met "Twilight Time" op de andere kant. Het werd een hit en stond van mei tot juli 1945 genoteerd als bestverkochte plaat in Billboard Magazines bestsellerslijst. Ze volgde op die plaats een andere opname van Les Brown, "My dreams are getting better all the time".
In 1945 verschenen ook versies van "Sentimental Journey" door de closeharmonygroep The Merry Macs op Decca Records, het orkest van Hal McIntyre op Victor en Louis Prima op Majestic Records. 
Billboard plaatste de song op nummer 2 in haar lijst van tophits voor 1945, na "Till the End of Time" (een populaire versie van Chopins Polonaise met tekst van Buddy Kaye).
De song heeft zich een plaats veroverd als pop- en jazzstandard en er zijn talloze versies van verschenen. Enkele daarvan zijn:
- die van Ella Fitzgerald, met orkest onder leiding van Eddie Heywood voor Decca in 1947;
- Ruth Brown voor Atlantic Records in 1950;
- Julie London in 1960 op het album Julie... at home (Liberty Records);
- Frank Sinatra in 1961 voor Capitol Records;
- Ringo Starr op zijn gelijknamige album Sentimental Journey.
- Cliff Richard in 1961 op zijn album Listen to Cliff! (Columbia Records);
- Booker T. & the M.G.'s op hun album And now! uit 1966 op Stax Records.

Les Brown zelf bracht in 1951 een nieuwe versie uit, ditmaal met zang van The Ames Brothers.
Het is het titelnummer van het album Sentimental Journey van Ringo Starr uit 1970. Rosemary Clooney zong het op haar laatste studioalbum Sentimental Journey: The Girl Singer and Her New Big Band uit 2001, dat genomineerd werd voor een Grammy Award in de categorie "Best traditional pop vocal album".